# Sonate pour piano no 11 de Mozart
Pour les articles homonymes, voir Sonate pour piano (homonymie).
« Marche turque » redirige ici.  Pour la marche turque de Beethoven, voir Les Ruines d'Athènes.
La Sonate pour piano no 11 en la majeur, K. 331/300i, de Wolfgang Amadeus Mozart, est la deuxième d'un cycle de trois sonates pour piano, aux côtés de la 10e en do majeur, K. 330/300h et de la 12e en fa majeur, K. 332/300j. Comme ces deux sonates, elle a probablement été composée en 1783, quand Mozart avait 27 ans.
C'est une des sonates les plus célèbres de Mozart, notamment pour son troisième mouvement, « alla turca », connu également sous le nom de « Marche turque ».

## Composition et éditions
La date et le lieu de composition exacts ne sont pas connus, mais il est probable (selon la NMA) que ce soit à Vienne ou à Salzbourg en 1783. Cette date semble confirmée par la correspondance de Mozart avec son père : en effet dans une lettre de juin 1784, le compositeur mentionne trois sonates en do, la et fa dont il aurait envoyé une copie à sa sœur et une à l'éditeur Artaria. Cependant certaines interprétations de correspondances antérieures ont pu faire penser qu'elles ont été composées à Paris en 1778.
La sonate en la majeur est éditée avec les deux autres sonates du cycle par Artaria en 1784. Elle sera ensuite régulièrement rééditée, notamment par Breitkopf dès 1798. 
La dernière page d'un ensemble qui en comptait neuf, conservée à Salzbourg,, a longtemps été considérée comme le seul autographe connu. En septembre 2014, le responsable du département de la musique de la Bibliothèque Széchényi de Budapest retrouve les pages 3 à 6 du même manuscrit,, ce qui a été présenté à tort dans la presse générale comme une découverte du manuscrit intégral,.

## Structure
La sonate est en trois mouvements :
1. Thème : Andante grazioso, en la majeur, à 
, thème et six variations
2. Menuetto et Trio, en la majeur (Trio en ré majeur), à 
, 48 + 52 mesures
3. Rondo alla Turca : Allegretto, à 
, 127 mesures, plusieurs sections (répétées deux fois) en la mineur où alternent des passages en do majeur et la majeur[6].

La durée de l'interprétation est d'environ 20 minutes.

## Analyse
Le premier mouvement expose un thème et six variations :
- Thème : 18 mesures, 2 sections répétées deux fois : mesures 1 à 9, mesures 10 à 18
- Variation I : 18 mesures, 2 sections répétées deux fois : mesures 1 à 9, mesures 10 à 18
- Variation II : 18 mesures, 2 sections répétées deux fois : mesures 1 à 9, mesures 10 à 18
- Variation III : en la mineur, 18 mesures, 2 sections répétées deux fois : mesures 1 à 9, mesures 10 à 18
- Variation IV : en la majeur, 18 mesures, 2 sections répétées deux fois : mesures 1 à 9, mesures 10 à 18
- Variation V : Adagio, en la majeur, 18 mesures, 2 sections répétées deux fois : mesures 1 à 9, mesures 10 à 18
- Variation VI : Allegro, à , en la majeur, 18 mesures, 2 sections répétées deux fois : mesures 1 à 9, mesures 10 à 18 + coda : mesures 19 à 26

Le dernier mouvement, Rondo alla Turca, est l'une des pièces les plus connues de Mozart avec le surnom de Marche turque ; il imite le style d'une compagnie de janissaires turcs. L'imitation ou le pastiche de la musique turque était très en vogue à cette époque, comme le montrent d'ailleurs d'autres œuvres de Mozart, comme son opéra L'Enlèvement au sérail et son Concerto pour violon no 5, dit « Concerto turc ».
Premier mouvement :Thème :

Début du rondo alla Turca

## Utilisations

### Musique
L'une des œuvres les plus célèbres de Max Reger, les Variations sur un thème de Mozart (1914), utilise le thème du premier mouvement.
On entend le début du premier mouvement dans le titre You've Never Had a Dream de l'album Danny the dog (2004) du groupe Massive Attack.
Le musicien de jazz Dave Brubeck donna à l'une de ses compositions influencées par la Turquie un titre évoquant cette sonate, Blue Rondo a la Turk.
Le compositeur turc Fazıl Say composa une Fantaisie Jazz sur le thème de la Marche turque.
Boris Vian en utilise également l'un des thèmes dans la chanson Mozart avec nous.
Marie-Paule Belle l'utilise aussi, dans sa chanson, Wolfgang et moi.
Nino Ferrer reprend le thème de la Marche turque, dans un morceau intitulé L'Année Mozart (La Marche Turque), en conclusion de son album La Désabusion, en 1993.
Le musicien bolivien Navia Dalence l'a interprétée avec son instrument, le charango.
Le rappeur Mac Lethal (en) l'utilise comme support dansIncredible Mozart Rap: il rappe son texte sur le rythme du thème du troisième mouvement.
Elle est reprise par le pianiste Pierre-Yves Plat dans son album Permettez-moi.

### Cinéma
La marche turque est jouée dans le film italien L'Arbre aux sabots de Ermanno Olmi paru en 1977 (palme d'or en 1978).
Elle est également jouée dans le film The Truman Show (1998) réalisée par Peter Weir, avec Jim Carrey et Laura Linney.
Le premier mouvement est utilisé dans le film Monsieur Lazhar (2011) de Philippe Falardeau.
Elle sert de sonnerie de téléphone dans le long métrage Caprice d'Emmanuel Mouret, sorti en 2015.

### Télévision
Cette œuvre est également présente dans l'épisode "En Marge de l'histoire" de la série Les Simpson où Bart Simpson interprète le rôle de Mozart.
La marche turque est utilisée dans la série How I Met Your Mother, lors des présentations des différents rôles que tient Barney Stinson pour séduire ses conquêtes (épisode 5x08, The Playbook).

### Jeu vidéo
Cette œuvre est aussi utilisée comme thème récurrent dans le jeu vidéo Lemmings.